# Josh Schwartz
Pour les articles homonymes, voir Schwartz.
Joshua Schwartz, plus connu sous le nom de Josh Schwartz est un producteur, scénariste et réalisateur américain, né le 6 août 1976 à Providence, dans le Rhode Island aux États-Unis.
Il est le créateur et producteur exécutif des séries télévisées Newport Beach (The O.C.), Chuck et Gossip Girl.
Ce passionné de musique a fait lui-même sa sélection de musique pour Newport Beach et tourné un épisode, en janvier 2004, où le groupe de rock Rooney donne un concert.
En 2012, il travaille avec Stephanie Savage sur Cult et The Carrie Diaries, deux séries proposés pour The CW, la chaîne qui diffuse Gossip Girl et Hart of Dixie. The Carrie Diaries est une préquelle de la série Sex and the City, mettant en scène le personnage de Carrie Bradshaw dans les années 1980. La même année, se termine Chuck après cinq saisons et Gossip Girl après 6 saisons. Elles ont toutes deux été lancées en 2007.

## Biographie
Josh Schwartz est né en 1976 de parents juifs, Steve et Honey Schwartz ; ceux-ci étaient tous deux inventeurs de jouets pour Hasbro.

## Filmographie

### Cinéma
- 2012 : Fun Size (réalisateur et producteur)

### Télévision
| Années    | Titre                                                                   | Création / Développement | Scénariste | Producteur |
| --------- | ----------------------------------------------------------------------- | ------------------------ | ---------- | ---------- |
| 2003-2007 | Newport Beach (The O.C.)                                                | ✔️                       | ✔️         | ✔️         |
| 2007-2012 | Chuck                                                                   | ✔️                       | ✔️         | ✔️         |
| 2007-2012 | Gossip Girl                                                             | ✔️                       | ✔️         | ✔️         |
| 2009      | Rockville, CA (web-série)                                               | ✔️                       | ✔️         | ✔️         |
| 2009      | Gossip Girl : Tout sur Dorota (Gossip Girl: Chasing Dorota) (web-série) |                          |            | ✔️         |
| 2011-2015 | Hart of Dixie                                                           |                          |            | ✔️         |
| 2013-2014 | The Carrie Diaries                                                      |                          |            | ✔️         |
| 2013      | Cult                                                                    |                          |            | ✔️         |
| 2015      | The Astronaut Wives Club                                                |                          |            | ✔️         |
| 2017-2022 | Dynastie (Dynasty)                                                      | ✔️                       | ✔️         | ✔️         |
| 2017-2019 | Marvel's Runaways                                                       | ✔️                       | ✔️         | ✔️         |
| 2019-2023 | Nancy Drew                                                              | ✔️                       | ✔️         | ✔️         |
| 2019      | Looking for Alaska                                                      | ✔️                       | ✔️         | ✔️         |
| 2021-2023 | Gossip Girl                                                             |                          |            | ✔️         |